# آدام کول
آستین جنکینز (زاده ۵ ژوئیه ۱۹۸۹) کشتی‌گیر حرفه ای آمریکایی است که در شوی AEW کمپانی AEW، با نام رینگی آدام کول به رقابت می‌پردازد ادام کول و بابی فیش و کاراورایلی اکنون گروهی را تشکیل داده اند و از قدیم دوستان هم بودند ادام کول مهارت بالایی در رینگ دارد او اکنون فقط دنبال کمربند الیت هست و چندین درگیری با ادام پیج داشته است و در رویداد مشترک ژاپن الیت ادام کول مصدوم شد و بعد از حدودچند ماه به رینگ رسلینگ بازگشت و به چهره محبوب تبدیل شد او اولین مسابقه خودش را بعد از حدود چندین ماه داد و بی شک میشه گفت رعد و برق رینگ رسلینگ مهارتش بی نظیره این بشر و اکنون بهترین کشتی گیر کمپانی AEW  هست 
بریتنی بیکر پارتنر اوست همچنین ادام کول طولانی ترین قهرمان کمربند NXT است بزرگترین درگیری او با جانی گارگانو است و او پانزده سال سابقه کشتی دارد و در AEW به دنبال کسب کمربند است. او از WWE سال ۲۰۲۱ اخراج شد و به AEW پیوست و در رویداد ALL-OUT به طور سورپرایز وارد شد و به پیش دوستانش بازگشت.